# لعبة الفيل الأبيض

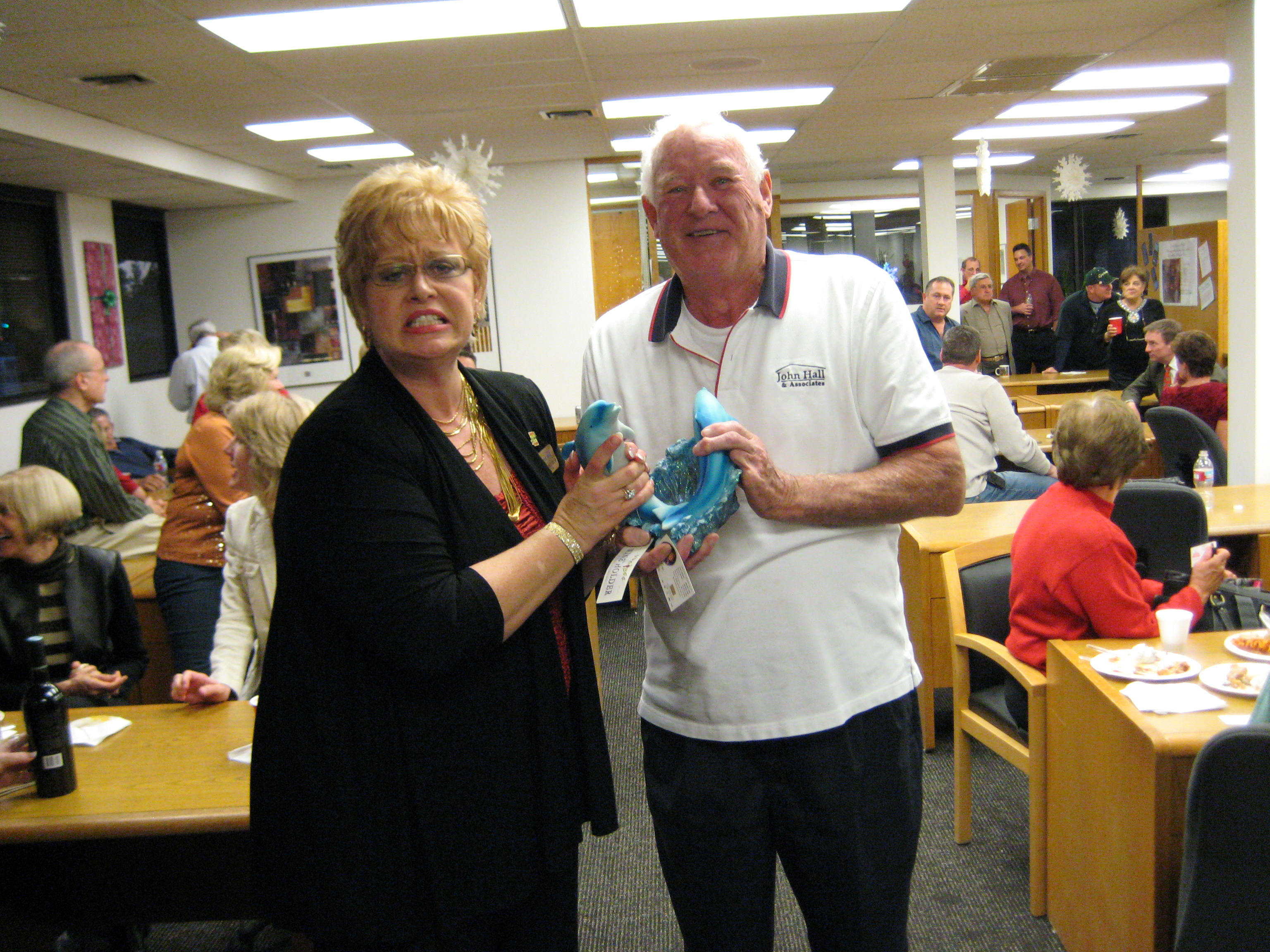
رجل "يسرق" هدية في تبادل هدايا في لعبة الفيل الأبيض ، في حين يحجم مالكها السابق عن التخلي عنها.

لعبة الفيل الأبيض أو يانكي سواب (بالإنجليزية: Yankee Swap)‏ هي لعبة حفلة عيد الميلاد منتشرة بشكل رئيسي في أمريكا الشمالية، الهدف منها تبادل هدايا عيد الميلاد بين المشاركين من كومة من الهدايا يقوم المشاركين باللعبة بالمساهمة بها.

## قواعد اللعبة
تبدأ لعبة الفيل الأبيض عندما يحضر كل مشارك هدية مغلفة تُوضع في كومة مشتركة. غالبًا ما يتم تحديد قيمة الهدايا مسبقًا لضمان التساوي بين المشاركين. بعد ذلك، يُحدد ترتيب اللاعبين بشكل عشوائي، عادةً من خلال السحب أو القرعة.
في بداية اللعبة، يختار اللاعب الأول هدية من الكومة ويقوم بفتحها أمام الجميع. في الأدوار التالية، يُمنح كل لاعب خيارين: إما اختيار هدية جديدة من الكومة أو "سرقة" هدية تم فتحها من قبل أحد اللاعبين الآخرين. إذا تم سرقة هدية، يُطلب من الشخص الذي فقدها أن يختار هدية جديدة أو سرقة هدية أخرى.
هناك قيود على عملية السرقة، حيث يُسمح بسرقة الهدية فقط لعدد معين من المرات (عادةً مرتين أو ثلاث). بمجرد أن تصل الهدية إلى الحد الأقصى للسرقات، تصبح "آمنة" ولا يمكن سرقتها مجددًا.
تستمر اللعبة حتى يتمكن جميع المشاركين من فتح هداياهم، وتصبح كل الهدايا مملوكة بشكل نهائي. تُعرف لعبة الفيل الأبيض بطابعها الفكاهي والمفاجآت التي تنشأ عند اختيار أو سرقة الهدايا، مما يجعلها نشاطًا ممتعًا يناسب جميع الأعمار.